# Uprchlický tábor Traiskirchen

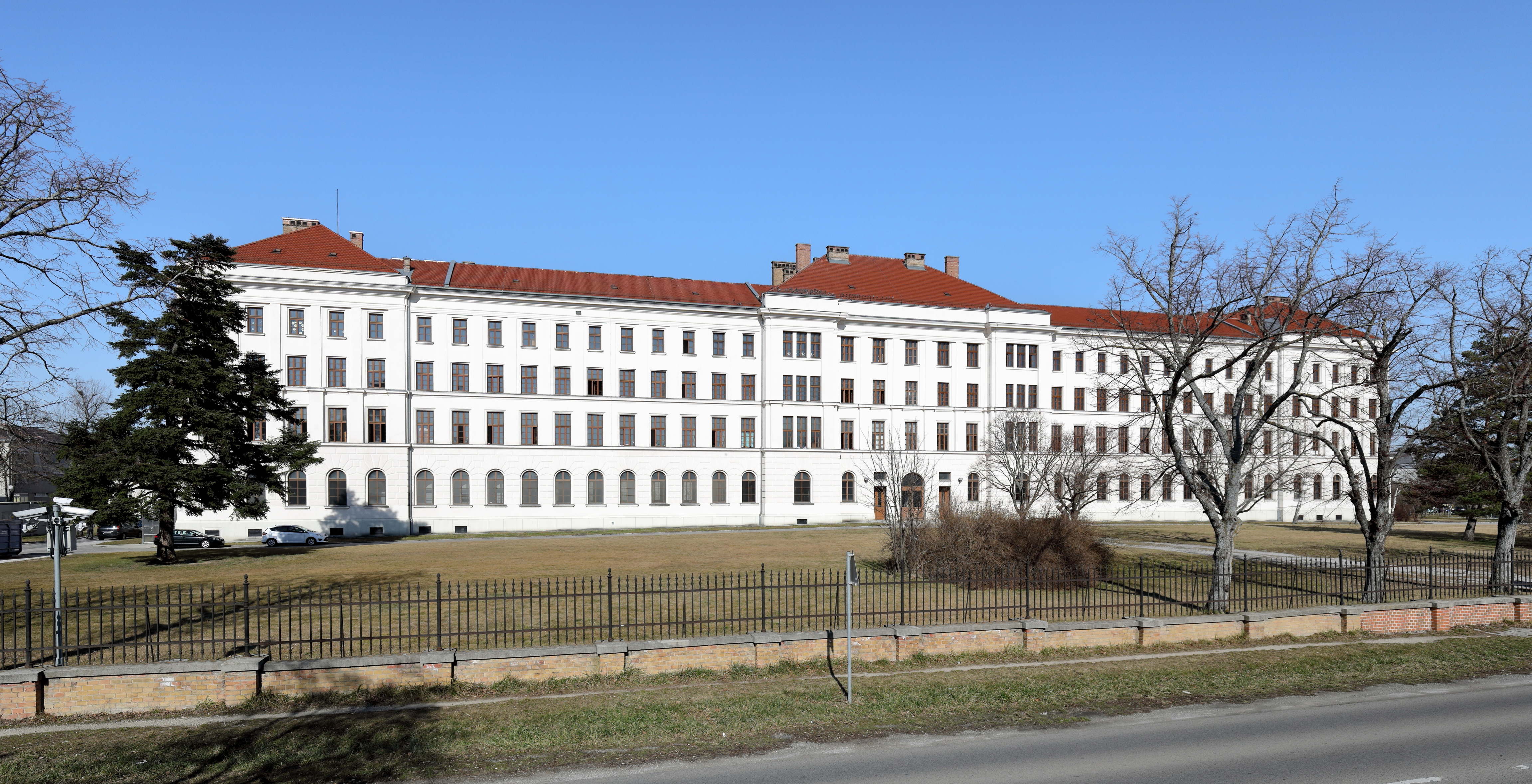
Uprchlický tábor Traiskirchen

Uprchlický tábor Traiskirchen (německy Flüchtlingslager Traiskirchen; oficiálně „Spolkové opatrující zařízení pro žadatele o azyl“, německy Bundesbetreuungsstelle für Asylwerber, název od roku 1992) je tzv. „uprchlický tábor“ v Traiskirchenu, cca 20 km jižně od Vídně v Dolním Rakousku.
Je umístěn v bývalých císařských kasárnách, které císař Josef II. nechal v roce 1781 zřídit v prostorách zámku Möllersdorf. Od roku 1800 zde pak byl vojenský špitál, od roku 1873 vojenské vězení. V letech 1903 až 1918 dělostřelecká škola kadetů, v letech 1903 až 1918 „spolkový výchovný ústav“, po nacistickém „anšlusu“ 1938 do roku 1945 jeden z tzv. „národně politických výchovných ústavů“ (Nationalpolitische Erziehungsanstalt, NAPOLA). V letech 1945 až 1955 patřily prostory sovětské okupační mocnosti.
Od podzimu 1956, kdy Maďarské povstání přineslo záplavu přes 200 tisíc uprchlíků, je zde tábor pro uprchlíky. Další větší vlny uprchlíků zaznamenalo Rakousko během mocenských změn v Polsku (1980 až 1989), NDR a Rumunsku (1988/1989) a během rozpadu Jugoslávie začátkem 90. let. Mnoho uprchlíků bylo také z Československa. Po srpnové okupaci emigrovalo 68 tisíc Čechů a Slováků , mnoho z nich strávilo jístý čas právě zde. Traiskirchen kapacitou nestačil a čeští a slovenští uprchlíci byli ubytování i na zimním stadiónu. V letech 1969 až 1989 procházelo dle údajů UNHCR Traiskirchenem 30–40 tisíc[zdroj?] československých uprchlíků ročně. 
Potenciální emigranti po příchodu do Traiskirchenu strávili asi týden na čtvrtém patře v tzv. izolaci, než došlo k vyřízení základní dokumentace – později byli umístění v tzv. penziónech po celém Rakousku. 
Poznámka: Toto je situace v době před pádem soc. bloku, ale až do 70. let byl Traiskirchen jediným místem pro uprchlíky. Ke změně, tak jak je to popisováno výše, došlo po tom, co v Tr. došlo k násilnostem se smrtelnými následky. Následovalo rozsáhlé šetření, jehož výsledkem bylo zjištění, že tábor je přelidněn a dochází k projevům „ponorkové nemoci“, což vede ke konfliktům. Následně se rakouské úřady rozhodly v Tr. zadržovat pouze ty, kdo nemají prokázanou totožnost. To se dělo většinou během jednoho týdne, pokud člověk neměl komplikace, (např. utekl bez jediného dokladu a neměl, kdo by se za něj zaručil apod.), po němž byli uprchlíci přestěhováni kamkoli po území Rakouska. V případě potřeby (rozhovory s úřady cílových zemí apod.) byli pak uprchlíci sváženi do Vídně.
V budovách na druhé straně nádvoří Traiskichenu byly umístěny úřady států, do kterých emigranti měli odjet, a různé pomocné organizace jako například American Fund for Czech Refugees (AFCR), který založil velvyslanec Ján Papánek.
V roce 1990 byl, po desetiletí diskuzí, počet uprchlíků omezen na 1000, aby se zmírnily konflikty s místním obyvatelstvem. Další „Spolková opatrující zařízení pro žadatele o azyl“ jsou v Bad Kreuzenu, Mödling-Vorderbrühlu a Thalhamu, jejich posláním je „zabezpečit pomoc pro žadatele o azyl“.